# Gichere Gakungu
Gichere Gakungu est un boxeur kényan né le 1er janvier 1942.

## Carrière
Gichere Gakungu remporte la médaille de bronze dans la catégorie des poids plumes aux championnats d'Afrique de boxe amateur 1962 au Caire.
Aux Jeux olympiques d'été de 1964 à Tokyo, il est éliminé au premier tour dans la catégorie des poids welters par le Nigérian Sikuru Alimi.